# 日龙维尔
日龙库尔（法語：Gironville，法語發音：[ʒiʁɔ̃vil] ⓘ）是法国塞纳-马恩省的一个市镇，属于枫丹白露区。

## 地理
日龙维尔（48°11'6"N, 2°31'42"E）面积13.71 平方千米，位于法国法蘭西島大區塞纳-马恩省，该省份为法国北部内陆省份，北起瓦兹省，西接埃松省、马恩河谷省、塞纳-圣但尼省和瓦兹河谷省，南至卢瓦雷省，东南接约讷省，东临马恩省和奥布省，东北接埃纳省。
与日龙维尔接壤的市镇（或旧市镇、城区）包括：布罗梅耶、索迪加蒂奈、阿维尔、博蒙迪加蒂奈、蒙德勒维尔。

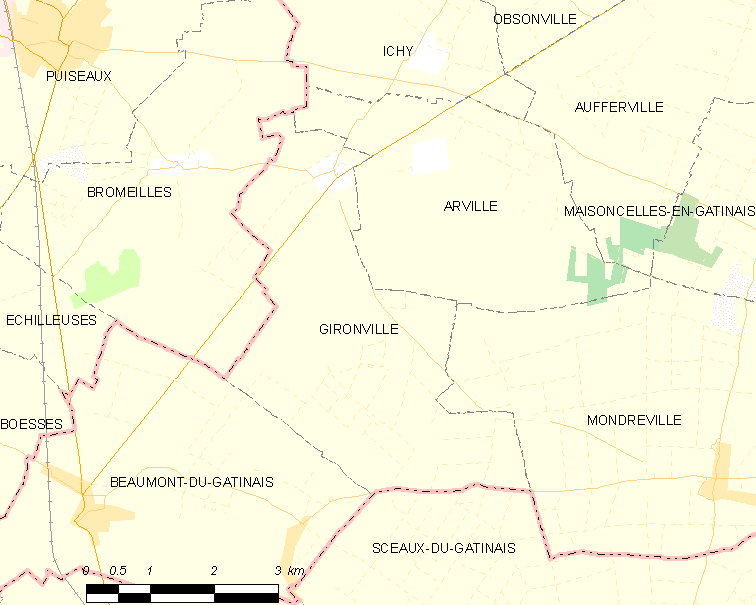
日龙维尔的OSM定位图

日龙维尔的时区为UTC+01:00、UTC+02:00（夏令时）。

## 行政
日龙维尔的邮政编码为77890，INSEE市镇编码为77207。

## 政治
日龙维尔所属的省级选区为讷穆尔县。

## 人口

1962-2008年间日龙维尔人口变化图示

日龙维尔于2022年1月1日时的人口数量为161人。